# Château de Vouzay
Le château de Vouzay est un château qui se dresse sur la commune française de Bourges, dans le département du Cher et la région Centre-Val de Loire.

## Situation
Le château de Vouzay est situé à l'ouest de la commune de Bourges, au bord du canal de Berry, au lieudit les Moulins Batard.

## Historique
Le château est connu pour avoir été le lieu de retraite de l'abbé de Choisy, compagnon de jeu du jeune Philippe d'Orléans, frère de Louis XIV, qui s'y serait retiré pour écrire ses mémoires (Mémoires de l'Abbé de Choisy, habillé en femme) publiées en 1735. Il s'est fait passer pour la comtesse des Barres.
En 1934 l'ingénieur Jules Roman acquiert le château. Cet épisode est raconté par sa fille Monique Roman, épouse de Claude Lévi-Strauss, dans son autobiographie.
Selon Patrick Martinat, le château est remarqué par le philosophe Alain lors d'un séjour chez sa sœur, directrice d'école à Bourges en 1903. Le château paraît alors abandonné. Il est ensuite propriété d'une miss Maud Chesson, puis d'un monsieur Laski au début des années '30 - auquel les Roman l'auraient donc acheté -. Réquisitionné par l'armée allemande pendant l'occupation, il est acheté en 1946 par le département du Cher à Jules Roman. Il est successivement utilisé comme école ménagère agricole, puis pour l'aide aux handicapés, et en 2014 héberge un IME (Institut médico-éducatif).